# Judith Rumpf
Judith Rumpf (* 18. Mai 1973 in Wien) ist eine österreichische Schauspielerin.
Zwischen 1995 und 1998 besuchte Rumpf die Schauspielschule Krauss in Wien und machte eine Gesangsausbildung bei Colleen Besset. Rumpf studierte Germanistik und Französisch an der Universität Wien. 2012 schrieb sie für Gefällt mir das Drehbuch. Sie war als Schauspielerin am Theater in der Josefstadt und am Burgtheater.

## Filmographie
- 1994: Fitness
- 1995: Trennung mit Zukunft
- 1998: Kaisermühlen Blues (Fernsehserie, 1 Folge)
- 2000: Kaliber Deluxe
- 2000: Verbotene Liebe (Fernsehserie, 12 Folgen)
- 1999, 2000: Mallorca – Suche nach dem Paradies (Fernsehserie, 147 Folgen)
- 2001: Dolce Vita & Co (Fernsehserie, 3 Folgen)
- 2003: Ari Square
- 2006: Radio Nemesis
- 2006: Agathe kann’s nicht lassen (Fernsehserie, 1 Folge)
- 2008: Der Nikolaus im Haus
- 2004, 2009: SOKO München
- 2011: Mord in bester Gesellschaft: Die Lüge hinter der Wahrheit
- 2005, 2012: Die Rosenheim-Cops (Fernsehserie, 2 Folgen)
- 2012: Randgänger
- 2012: Gefällt mir
- 2012: Alles außer Liebe
- 2016: Vormittag
- 2019: Strawberry Moments
- 2020: Am Erdbeerstand
- 2021: Tatort: Die Amme
- 2021: Am Anschlag – Die Macht der Kränkung (Miniserie, 1 Folge)
- 2021: Janus – Ewiges Schicksal
- 2021: Die Toten von Salzburg: Vergeltung
- 2021, 2022: K11 – Die neuen Fälle
- 2022: Duell der Prinzen – Rudolf von Österreich und Wilhelm von Preußen
- 2024: Crazy Roads
- 2024: Engel mit beschränkter Haftung